# IC 4271/1
IC 4271/1 је спирална галаксија у сазвијежђу Ловачки пси која се налази на листи објеката дубоког неба у Индекс каталогу.
Деклинација објекта је + 37° 24' 49" а ректасцензија 13h 29m 21,4s. Привидна величина (магнитуда) објекта IC 4271 износи 15,0 а фотографска магнитуда 15,8. IC 42711 је још познат и под ознакама MCG 6-30-15, CGCG 190-12, VV 355, ARP 40, PGC 47334.